# 芬訥埃格山
46°56′02″N 12°10′06″E / 46.93379°N 12.16836°E

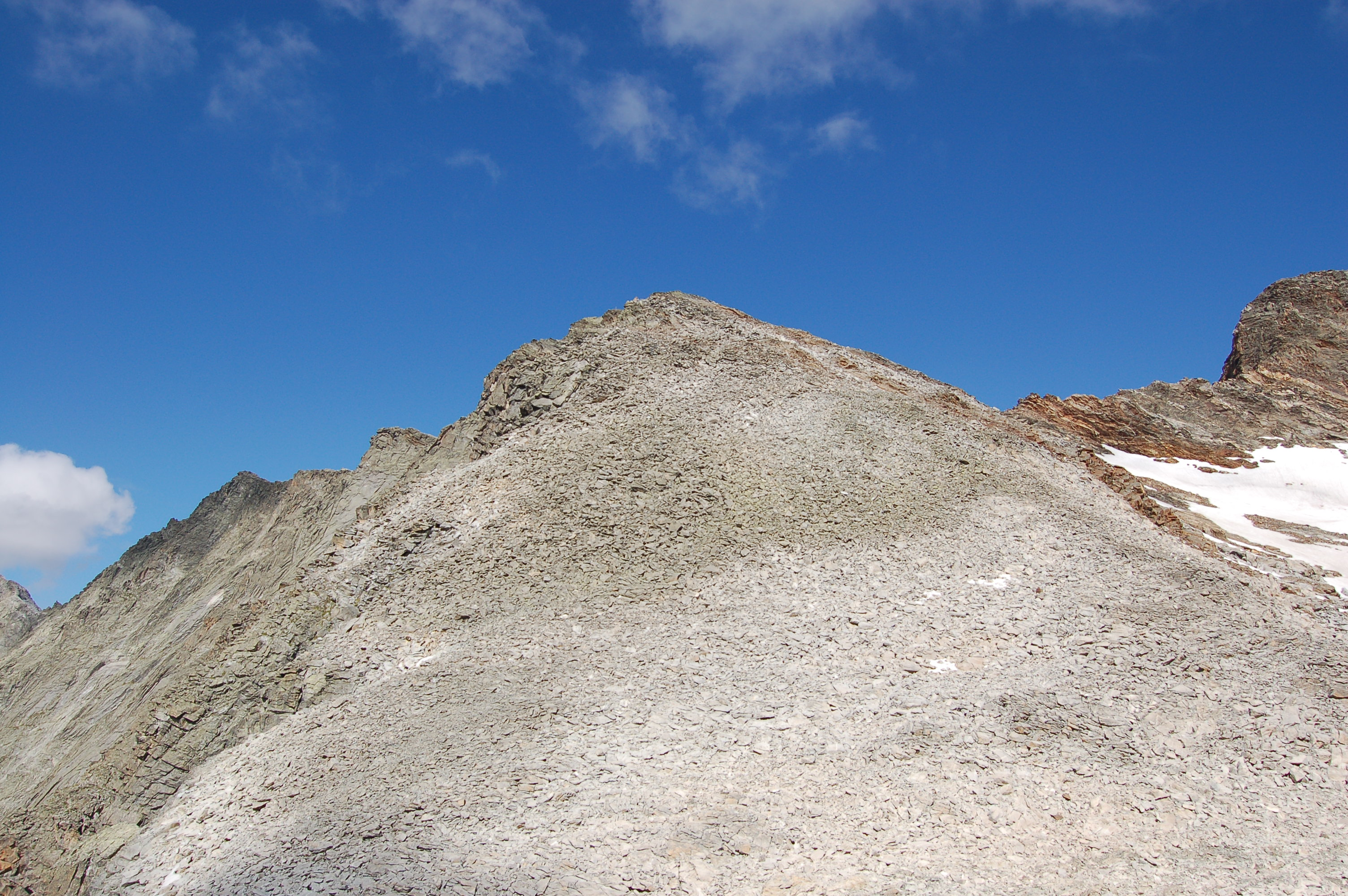

芬訥埃格山（德語：Fenneregg），是中歐的山峰，位於奧地利和意大利接壤的邊境，屬於里塞費納山脈的一部分，距離倫克施泰因山0.3公里，海拔高度3,123米，每年平均降雨量1,874毫米。